# Frank Kurtz
El coronel Frank Kurtz   (Davenport, 9 de setembre de 1911 - North Hollywood, 31 d'octubre de 1996) fou un saltador estatunidenc i aviador de les Forces Aèries de l'Exèrcit dels Estats Units.
Nascut a Davenport, Iowa, tercer fill de Dora Lee i Frank Allen Kurtz, Sr., un venedor d'assegurances, va créixer a Kansas City, Missouri. Les habilitats en els salts van impressionar el nedador Johnny Weissmuller, que el va animar a entrenar amb el reconegut entrenador Clyde Swendsen. Kurtz es va graduar a l'escola secundària de Hollywood i va estudiar a la Universitat del Sud de Califòrnia, on es va unir a l'equip de salts. El 1932 va prendre part en els Jocs Olímpics d'Estiu de Los Angeles, on va guanyar la medalla de bronze en la prova de palanca de 10 metres del programa de salts. Quatre anys més tard, als Jocs de Berlín, fou cinquè en la mateixa prova. També va guanyar el títol de palanca de l'AAU el 1933.
Kurtz es va unir a l'exèrcit per formar-se com a pilot. Abans de la guerra, va mantenir el rècord nacional de velocitat transcontinental júnior i va establir mitja dotzena d'altres marques de velocitat per a avions lleugers.
Durant la Segona Guerra Mundial va servir a les Forces Aèries de l'Exèrcit dels Estats Units amb el grau de coronel. Com a ajudant del general George Brett, va pilotar l'històric bombarder Boeing B-17 Flying Fortress.
Va morir el 1996 per complicacions després d'una caiguda. El 2012 va ser inclòs al Saló de la Fama de la Natació Internacional.